# 维捷格拉区
维捷格拉区（俄语：Вытегорский район）是俄罗斯联邦沃洛格达州下辖的一个区，其行政中心为维捷格拉。据2016年统计，该区的人口为24853人。